# Дефиагбон, Дэвид
Дэвид Деджиро Дефиагбон (англ. David Dejiro Defiagbon; 12 июня 1970 — 24 ноября 2018) — профессиональный нигерийский и канадский боксёр. Серебряный призёр летних Олимпийских игр 1996 года (выступал за Канаду).

## Биография
Дефиагбон начинал заниматься боксом в родной Нигерии. В 1990 году он выиграл золотую медаль на Играх Содружества, одолев в финальном бою канадца Грега Джонсона. В 1991 году выступал на чемпионате мира по боксу в Сиднее. Через год под нигерийским флагом Дэвид выступил на Олимпийских играх в Барселоне, первый бой в весовой категории до 71 кг он проиграл американцу Раулю Маркесу.
Ещё в 1989 году Дефиагбон познакомился с тренером сборной Канады по боксу Тейлором Гордоном и неоднократно обращался к нему с просьбами помочь с иммиграцией в Канаду, поскольку, по его словам, подвергался на родине преследованию за свои религиозные (Дэвид принадлежал к христианскому меньшинству) и политические взгляды. Очередную попытку он предпринял на Олимпийских играх в Барселоне, прилюдно упав перед тренером на колени во время встречи в олимпийской деревне. После этого Дэвид был арестован на родине, но смог сбежать и перебраться в Канаду. Гордон оказал ему поддержку с получением гражданства и вместе со своим сыном Уэйном стал его тренировать. В январе 1996 года Дефиагбон получил гражданство Канады.
На летних Олимпийских играх 1996 года, проходивших в Атланте, Дефиагбон представлял уже Канаду, также он сменил весовую категории, перейдя в тяжёлый вес (до 91 кг). Он одержал три победы на пути к финалу, где встретился с кубинцем Феликсом Савоном. Дэвид потерпел поражение и довольствовался только серебряной медалью.
После Олимпийских игр Дефиагбон перешёл в профессионалы. Первый бой на профессиональном ринге он провёл 19 октября 1996 года в Галифаксе, техническим нокаутом победив Билла Дорша. Без поражений Дэвид выступал до 2004 года, одержав 20 побед подряд, всё это время с серьёзными соперниками он не встречался. Единственным достижением в его профессиональной карьеры стал титул чемпиона Центральной Америки по версии WBA. 23 июля 2004 года Дефиагбон потерпел первое поражение, проиграв Олегу Маскаеву. Следующий поединок, в котором он уступил Хуану Карлосу Гомесу, стал последним в его карьере.
После окончания боксёрской карьеры Дефиагбон работал охранником в ночном клубе в Лас-Вегасе. По словам Уэйна Гордона, Дэвид злоупотреблял алкоголем и наркотиками. 24 ноября 2018 года Дефиагбон скончался в возрасте 48 лет из-за проблем с сердцем. У него осталась дочь.